# Глория Естефан
Глория Естефан (на английски: Gloria Estefan) е кубино-американска певица, автор на песни и актриса. Печелила е седем награди Грами и награда Латино Грами за „Личност на годината на Латинската звукозаписна академия“. Едни от най-известните ѝ песни са „Conga“, „Turn the Beat Around“ и „Don't Wanna Lose You“.

## Биография
Родена е на 1 септември 1957 г. в Хавана, Куба, с името Глория Мария Малагроса Фахардо Гарсия де Естефан (на испански: Gloria María Milagrosa Fajardo García de Estefan), в семейството на Хосе и Глория Фахардо. Дядо ѝ по майчина линия, Леонардо Гарсия, емигрира в Куба от Пола де Сиеро, намиращ се в областта Астуриас в Испания, и се жени за бабата на Глория, която по произход е от Логроньо, Испания. Преди революцията в Куба баща ѝ е военен и бодигард на диктатора Фулхенсио Батиста. Семейство Фахардо бяга в Маями, в щата Флорида, и се заселва там. Баща ѝ постъпва в американската армия и участва във Виетнамската война. По-късно се премества в Хюстън, в щата Тексас. Глория учи в училището Сейнт Майкъл-Аркейнджъл и академията Ауър Лейди Ъф Лурдес. Баща ѝ се разболява при завръщането си от Виетнам и Глория помага на майка си в грижите за него. Майка ѝ работи като училищна преподавателка в системата на публичните училища в окръг Дейд.
Глория Естефан завършва Университета в Маями с бакалавърска степен по психология и втора специалност по френски език. По време на следването си, тя работи като преводач от и на английски, испански и френски в Митническия отдел на Международното летище в Маями. Поради езиковите си умения, към нея се обръща ЦРУ с предложение за работа. Естефан е възпитана в католическата традиция.

## Дискография – албуми
| Излязъл | Заглавие                        |
| ------- | ------------------------------- |
| 1984    | Eyes of Innocence               |
| 1985    | Primitive Love                  |
| 1987    | Let It Loose / Anything for You |
| 1989    | Cuts Both Ways                  |
| 1991    | Into The Light                  |
| 1993    | Mi Tierra                       |
| 1994    | Hold Me, Thrill Me, Kiss Me     |
| 1995    | Abriendo Puertas                |
| 1996    | Destiny                         |
| 1998    | gloria!                         |
| 2000    | Alma Caribeña                   |
| 2003    | Unwrapped                       |
| 2007    | 90 Millas                       |
| 2011    | Miss Little Havana              |

## Филмография
| Филми     | Филми                                          | Филми              | Филми                                                 |
| Година    | Филм                                           | Роля               | Забележки                                             |
| --------- | ---------------------------------------------- | ------------------ | ----------------------------------------------------- |
| 1999      | Music of the Heart                             | Исабел Васкес      | Актьорски дебют                                       |
| 2000      | Little Angelita                                | Глас на разказвача | Кратък анимационен филм                               |
| 2000      | For Love or Country: The Arturo Sandoval Story | Emilia             | телевизионен филм                                     |
| 2003      | Famous: The Making of Unwrapped                | Себе си            | Документален филм за албума                           |
| 2007      | 90 Millas Documentary                          | Себе си            | Документален филм за албума                           |
| 2008      | Marley & Me                                    | Глория Естефан     | Камео роля                                            |
| 2009      | G-Force                                        | Хуарес             | Глас в латиноамериканската версия на филма            |
| 2010      | Recording: The History Of Recorded Music       | Себе си            | Документален                                          |
| Телевизия |                                                |                    |                                                       |
| Година    | Заглавие                                       | Роля               | Забележки                                             |
| 1986      | Club Med                                       | —                  | Един епизод                                           |
| 1989      | Postcard From Miami with Clive James           | Себе си            | Един епизод                                           |
| 1993      | The Hypnotic World of Paul McKenna             | Себе си            |                                                       |
| 2000      | Frasier                                        | Мария              | Един епизод: „Something About Dr. Mary“               |
| 2005      | A Capitol Fourth                               | Себе си            |                                                       |
| 2009      | Kathy Griffin: My Life on the D-List           | Себе си            | Един епизод: „Rosie and Gloria and Griffin... Oh My!“ |
| 2010      | The Marriage Ref                               | Себе си            | Един епизод                                           |
| 2011      | The X Factor                                   | Себе си            | Кемео роля по време на кастинга в Маями               |

## Видеография
- Video Exitos (1986) L.D.L Enterprises
- Homecoming Concert (1989) CMV
- Evolution (1990) CMV
- Coming Out Of The Dark (1991) SMV
- Into The Light World Tour (1992) SMV
- Everlasting Gloria! (1995) EMV
- The Evolution Tour Live In Miami (1996) EMV
- Don't Stop (1998) EMV
- Que siga la tradición (2001) EMV
- Live In Atlantis (2002) EMV
- Famous (2003) (видео журнал за записването на Unwrapped LP; опакован заедно със CD-то)
- Live & Unwrapped (2004) EMV